# Jan Blomqvist
Jan Blomqvist (* 1982 in Ahnsbeck; bürgerlich Jan Freter) ist ein deutscher Musiker und Musikproduzent. Neben der Produktion von elektronischer Musik tritt er sowohl solo als Liveact oder mit Band auf. In seinen Liedern verknüpft er elektronische Beats mit analogen Synths, Piano und Bässen und singt dazu.

## Werdegang
Blomqvist begann seine musikalische Laufbahn an der Gitarre, mit der er seine Songs auch heute noch entwickelt. Als Jugendlicher war er Mitglied einer Punkband, war aber schon früh von elektronischer Musik fasziniert. Nach dem Abitur zog er mit 19 Jahren nach Berlin, wo er zunächst begann, Luft- und Raumfahrttechnik und danach Mathematik zu studieren. Das Studium brach er zugunsten einer Musikkarriere ab. Ab 2003 konzentrierte er sich nur noch auf elektronische Musik. Der erste Auftritt fand 2008 im Berliner Club Tresor statt.
Im Jahr 2011 wurde die erste Single, Big Jet Plane, auf dem Label Dantze veröffentlicht. Im Jahr darauf folgte mit Ink die erste EP auf dem Label Stil vor Talent. Zu dem Lied Something Says von dieser EP wurde 2012 auf der Dachterrasse Rooftop des Weekends am Alexanderplatz in Berlin ein Video gedreht, das Blomqvist weltweit bekannt machte. Ebenfalls 2012 sang er zu Oliver Koletzkis Lied The Devil In Me. In den folgenden sechs Jahren absolvierte er über 500 Konzerte weltweit.
Im Jahr 2016 folgte mit Remote Control das erste Album von Jan Blomqvist, mit dem er darauf zahlreiche Konzerte absolvierte, unter anderem Auftritte bei weltbekannten Festivals wie das Burning Man, Coachella, Rock am Ring oder Tomorrowland sowie regelmäßige Gigs bei den legendären Woomoon Partys auf Ibiza.
Zwischen Mai und September 2018 wurde in drei Teilen das zweite Album Disconnected veröffentlicht. Die folgende Disconnected Album Tour war europaweit fast immer ausverkauft, was ihm eine regelmäßige eigene Club Nacht in Ibizas renommierten Heart Club einbrachte.
Wenn Jan Blomqvist mit seiner Band auftritt, spielt er zusammen mit Christian Dammann am Schlagzeug und Felix Lehmann am Keyboard. Die Texte zu seinen Liedern schreibt er zusammen mit Ryan Mathiesen.
Blomqvist ist Vater eines Sohns und lebte bis vor Kurzem in seiner Wahlheimat Berlin. 2024 ist er mit seiner Familie in die Schweiz gezogen.
Im Februar 2025 wurde das Album "Mute" veröffentlicht.

## Diskografie

### Alben
- 2016: Remote Control
- 2017: Remote Control Remixed
- 2018: Disconnected
- 2020: Live in Munich
- 2025: Mute

### EPs und Singles
- 2011: Big Jet Plane
- 2012: Ink
- 2013: Blood Thru My Veins (mit Pablo Einzig)
- 2014: Time Again
- 2016: More (Feat. Elena Pitoulis)
- 2016: Woodpeckers Love Affair (mit Miyagi, Sascha Braemer, Dan Caster)
- 2017: Same Mistake (But Different)
- 2018: Disconnected: Part One
- 2018: Disconnected: Part Two
- 2018: Disconnected: Part Three
- 2019: In Between (mit Schiller)
- 2020: Blaze (mit Booka Shade)
- 2021: Packard (mit Oliver Schories)
- 2022: Canopee Des Cimes
- 2022: Carry On
- 2023: Alone (mit Malou)
- 2024: Algorithm